# Harriet Marin
Harriet Marin est une réalisatrice et auteure américano-espagnole.

## Biographie
De double nationalité américaine et espagnole, Harriet Marin a néanmoins effectué sa scolarité dans des pays francophones, notamment en Suisse et en France. 
Elle part ensuite aux États-Unis, où elle étudie l'audiovisuel à l'American University de Washington et remporte diverses distinctions. 
Elle continue ses études à New York, et obtient un Masters de Cinema Studies de New York University, alors qu'elle travaille déjà en tant que stagiaire et assistante sur des longs métrages aux États-Unis et à Paris. Puis elle s’installe définitivement à Paris. 
Tout en se consacrant à la lecture de scénarios pour France 3 Cinéma, TF1 ou Pandora, elle travaille sur de nombreux scénarios (dont Pars vite et reviens tard, de Régis Wargnier), fait du script-doctoring[Quoi ?], écrit et réalise de nouveaux courts métrages (La Nuit face au ciel produit par Anne Bennet, Lazennec Tout Court et Mascarade, produit par Odessa Productions) et écrit des sitcoms pour Marathon Média. Elle réalise en 2000 Épouse-moi, son premier long métrage, distribué par Gaumont, avec Vincent Pérez, Michèle Laroque et Audrey Tautou dans les rôles principaux. 
En marge de ses activités cinématographiques, Harriet marin a écrit deux romans, dont Très à l’Ouest d’Eden, publié chez Albin Michel en 2008, et Pardon, auto-édité en 2015.
Elle crée sa propre société de production, Abélart Productions, en 2008, avec laquelle elle développe des projets tant pour le cinéma que la télévision.

## Filmographie

### Cinéma

#### Scénariste
- 2004 : Pars vite et reviens tard - Réal. Régis Wargnier. Co-écrit avec Julien Rappeneau, Ariane Fert et Larry Shore d'après le roman de Fred Vargas Pars vite et reviens tard, produit par Cyril Colbeau-Justin et Jean-Baptiste Dupont, LGM Productions.
- 2000 : Épouse-moi - Réal. Harriet Marin - Scénario original. Adaptation et dialogues co-signé avec Laurent Chouchan, produit par Jean-Claude Fleury (SPI) et Gaumont.

#### Réalisatrice
- 2000 : Épouse-moi - Co-production SPI / Gaumont. Distribué par Gaumont. Avec Michèle Laroque, Vincent Perez, Audrey Tautou et Miki Manojlović .

### Télévision

#### Scénariste
- 2015 : Edward Jones - King of Kings – consultant sur le documentaire : Michel Fessler. Coproduit par Abélart Productions.

### Productrice court-métrage
- 2010 : productrice déléguée de Maman !, court métrage de 15 min écrit et réalisé par Hélène de Fougerolles, avec Hélène de Fougerolles, Mylène Demongeot et Éva Darlan. Film sélectionné en ouverture du Festival international du film de comédie de l'Alpe d'Huez et diffusé sur France 3 - Abélart Productions.

## Mise en scène théâtre
- 2008 : Impair et Père de Ray Cooney - Théâtre Adyar

## Publications
- 2008 : Très à l’Ouest d’Eden, Éditions Albin Michel
- 2015 : Pardon, autoédition